# Giancarlo Santi
Giancarlo Santi (* 7. Oktober 1939 in Rom; † 22. Februar 2021) war ein italienischer Filmregisseur.

## Leben
Nach seiner Schulzeit besuchte Santi die Università Internazionale degli Studi Sociali, die er im Fach Politikwissenschaften abschloss. Ab 1960 bildete er sich im Bereich Animationsfilm weiter, wobei er in Warschau und in Jiří Trnkas Prager Studio hospitierte. Als Begründer des Istituto Italiano del Documentario (IDI) kümmerte er sich in den folgenden Jahren um den Vertrieb von Trickfilmen aus diesen Ländern in Italien. Selbst seit 1958 Regieassistent bei Spielfilmen von Gian Vittorio Baldi und bedeutenden Regisseuren wie Marco Ferreri, Sergio Leone, Luigi Comencini, Ermanno Olmi und Glauber Rocha, wirkte er als Produktionsleiter vieler Dokumentarstreifen – er drehte seit 1967 auch selbst – sowie von Franco Brocanis Necropolis 1970.
Sein Regiedebüt war bei Todesmelodie geplant, wofür ihn Sergio Leone vorschlug. Auf Druck der Produzenten war es schließlich Leone selbst, der die Anweisungen gab (und Santi die Second-Unit-Regie blieb); ebenso später bei Mein Name ist Nobody, bei dem Leone den erfahreneren Tonino Valerii vorzog. Dazwischen lag Santis Erstling, auch ein Italowestern, handwerklich gelungen und gut budgetiert, jedoch wenig originell. 1978 folgte der satirische Paolo-Villaggio-Film Quando c'era lui… caro lei!. Zwanzig Jahre sollten vergehen, bevor er die Biografie Antonio Magarottos drehte, der auf einigen Festivals gezeigt wurde.

## Filmografie
- 1972: Drei Vaterunser für vier Halunken (Il grande duello)
- 1978: Quando c'era lui… caro lei!
- 1999: Con la voce del cuore